# Oceanborn
Oceanborn è il secondo album del gruppo musicale finlandese Nightwish, pubblicato nel 1998 da Spinefarm Records. Questo è l'album di debutto di Sami Vänskä.
Con Oceanborn, i Nightwish abbandonano le influenze folk dell'album precedente per costituire un sound più tipicamente heavy metal, power metal e symphonic metal. Rispetto a Angels Fall First, inoltre, si dà maggiormente risalto alla voce della vocalist Tarja Turunen.

## Tracce
Testi e musiche di Tuomas Holopainen, eccetto dove indicato.
1. Stargazers – 4:28
2. Gethsemane – 5:22
3. Devil and the Deep Dark Ocean (feat. Tapio Wilska) – 4:46
4. Sacrament of Wilderness – 4:12 (musica: Tuomas Holopainen, Emppu Vuorinen)
5. Passion and the Opera – 4:50
6. Swanheart – 4:44
7. Moondance (strumentale) – 3:31
8. The Riddler – 5:15
9. The Pharaoh Sails to Orion (feat. Tapio Wilska) – 6:36
10. Walking in the Air (Howard Blake cover) – 5:26 (Howard Blake)

Traccia bonus presente in tutte le edizioni successive al 1999
1. Sleeping Sun – 4:02

Traccia bonus nell'edizione giapponese
1. Nightquest – 4:04 (musica: Tuomas Holopainen, Emppu Vuorinen)

## Formazione
- Tarja Turunen – voce
- Erno "Emppu" Vuorinen – chitarra
- Tuomas Holopainen – pianoforte, tastiera; cori in Moondance
- Sami Vänskä – basso
- Jukka Nevalainen – batteria, percussioni

### Altri musicisti
- Tapio Wilska – voce in Devil & the Deep Dark Ocean e The Pharaoh Sails to Orion
- Esa Lehtinen – flauto
- Plamen Dimov – violino
- Kaisli Kaivola – violino
- Markku Palola – viola
- Erkki Hirvikangas – violoncello